# Omnibus (omroep)
Omnibus is de naam van het newsroom-computersysteem van een aantal programma's van de Nederlandse Publieke Omroep (NPO).
Sinds begin 2006 werken de programma's die samenwerken in de organisaties NOS Nieuws en NOS Sport, NOVA en Den Haag Vandaag met Omnibus. Het systeem voorziet in een gezamenlijke invoer van beeld- en geluidsmateriaal. In de eerste maanden van het systeem openbaarden zich een aantal kinderziekten, waardoor storingen in de uitzendingen optraden.
De NOS maakt tegenwoordig geen gebruik meer van Omnibus, maar gebruikt nu iNOS, een newsroom-systeem dat door de omroep zelf is ontwikkeld.